# 座間市立立野台小学校
座間市立立野台小学校 （ざましりつたつのだいしょうがっこう） は、神奈川県座間市立野台1丁目にある公立小学校。

## 沿革
出典
- 1977年（昭和52年）
  - 4月1日 - 座間市立栗原小学校より分離して開校。
  - 4月4日 - 開校式挙行。
- 1978年（昭和53年）
  - 3月1日 - 校旗・校歌制定。
  - 3月3日 - 開校記念日を5月4日と設定。
- 1979年（昭和54年）
  - 1月31日 - 屋内運動場落成。
  - 3月31日 - 仮設プレハブ校舎1棟落成。
- 1984年（昭和59年）
  - 3月26日 - 仮設プレハブ校舎撤去。
  - 3月31日 - 中原小学校新設開校により、本校から児童240名転出。
- 1986年（昭和61年）11月11日 - 開校10周年記念式典挙行。
- 1992年（平成4年）12月15日 - 開校記念日を5月4日から6月1日に変更。
- 1993年（平成5年）11月1日 - 住居表示変更により、所在地が、座間市立野台1丁目1番3号に変更。
- 1997年（平成7年）11月 - 指定校緑化事業による植栽（10種・60本）実施。
- 2005年（平成17年）5月1日 - 学童ホーム開所。
- 2011年（平成23年）7月 - この月から翌年2月まで、体育館耐震工事実施。
- 2014年（平成26年）7月 - この月から翌月まで、普通教室等空調設備事業（エアコン設備）。
- 2015年（平成27年）6月 - この月から9月まで、外壁改修工事実施。
- 2017年（平成29年）5月8日 - 放課後子ども教室「たちの教室」開設。
- 2018年（平成30年）4月1日 - 国際級開設。
- 2019年（平成31年）4月1日 - みどり級開設。
- 2024年（令和6年）4月1日 - みどり2級開設。

## 学校教育目標
出典
自ら学び たくましく生きる 心豊かな児童の育成

## 通学区域
出典
- 座間市
  - 入谷東1丁目（1番～5番）
  - 入谷東2丁目（1番～5番・6番(23号・24号)・8番・9番・10番(1号～19号)・11番(12号～20号)・12番(14号～23号)・13番(1号～11号)）
  - 栗原中央1丁目（1番～19番・21番・29番・30番）
  - 栗原中央2丁目（1番～8番・9番(8号～25号)・10番～17番）
  - 栗原中央3丁目（1番～9番）
  - 栗原中央4丁目（1番(1号～20号・33号～63号)・2番～3番）
  - 立野台1丁目（全域）
  - 立野台2丁目（全域）
  - 緑ケ丘1丁目（全域）
  - 緑ケ丘2丁目（全域）
  - 緑ケ丘4丁目（全域）
  - 緑ケ丘5丁目（全域）
  - 緑ケ丘6丁目（全域）

## 進学中学校
出典
- 座間市
  - 座間市立座間中学校 - 入谷東1丁目と緑ケ丘から通う児童の進学先
  - 座間市立栗原中学校 - 入谷東2丁目と栗原中央及び立野台から通う児童の進学先

## 周辺
- 座間市営立野台プール - 敷地が隣接。
- 座間市青少年センター - 敷地が隣接。
- 神奈川県道42号藤沢座間厚木線
- 市営立野台住宅
  - 市営立野台住宅以外の民営のマンション・アパートなども点在。
- 社会福祉法人あららぎ福祉会いその保育園 - 進学前幼稚園のひとつ。

## アクセス
出典
- 小田急電鉄小田原線
  - 座間駅から、徒歩15分。
  - 相武台前駅から、神奈川中央交通「海10」系統で、「海老名駅東口」行に乗車し、「緑が丘住宅入口」バス停下車後、徒歩5分。
- なお、学校ホームページ内「アクセス」には記載無いが、座間市コミュニティバス『ザマフレンド号』「A さがみ野コース」・「E 西部方面循環コース（左回り・右回り）」で、「青少年センター前」バス停から、
  - 座間駅（入口）・入谷駅（西口）方面行のりばから、徒歩約200m・約3分。
  - 座間市役所方面行のりばから、徒歩約235m・約4分。